# 民間防衛

民間防衛を表す国際的な特殊標章。国際人道法で定義され、保護標章として使用されている。

民間防衛（みんかんぼうえい、英語: civil defense）とは、武力紛争等の緊急事態において市民によって国民の生命及びインフラストラクチャーや公共施設、産業などの財産を守り、速やかな救助、復旧によって被害を最小化することを主目的とする諸活動をいう。民防と略される。文民保護の機能もある（日本では国民保護に相当）。

## 概要
戦争・核戦争・自然災害などの大規模な被害が生じうる緊急事態においては、軍隊や警察・消防だけの能力で規模の面から追随出来ない事態が起こりうる。そのため自己の防衛と、火災などの被害の最小化のための民間人による行動の必要性が生じる。この諸活動を民間防衛と呼ぶ。また平時における自然災害や人為的災害に対しても備えるものであり、防災、防犯、政治をも包括した概念である。有事に際しては中央政府の計画及び指導にもとづき、地方公共団体の組織の指導によって一般市民が主体となって避難、救援活動に従事するものである。

## 機能

### 防護
- 直接的な被害を防ぐこと。
- 公共用、家族用の保護施設、掩蔽壕、防空壕（シェルター）、化学兵器や生物兵器に対抗するための防護マスク・防護服、また防火装具も人員の防護のための道具である。
- 建築物の地下化、耐火・耐熱・防火・消火設備の付与、交通機関の耐爆施設化、船舶用の洞窟、航空機の地下格納・掩体も防護手段として考えられる。
- スウェーデンでは工場の地下化が行われている。

### 疎開
- 人口・建物や文化財の密集化を避けて分散することで被害を軽減することであり、防護と対比される
- 疎開は都市・工場・人口の分散、都市計画の段階における分散、有事における緊急疎開や文化財の保管場所の変更などが挙げられる。また航空機や船舶を緊急退避させることもこれに当たる。
- 疎開や防護が不可能な状態にある医療施設や文化財については、国際法で認められた形状の証票を遠方や上空からも視認できる位置に掲示し、敵が攻撃を思いとどまるよう働きかける措置をとる。

### 秘匿
- 敵が得る情報を最小化する
- 偽装・隠蔽などで重要施設の、灯火管制で人的被害を軽減することができる。

### 情報
- 空襲警報などの各種警報の伝達、情報の伝達
- 情報収集は軍隊が行う。
- 警報は各種の緊急事態を周知させるためのものであり、情報の伝達は応急復旧や救出活動、避難などにおいて必要な情報を適所・適時に伝達することを指す。

### 消火
- 水、砂、消火器、消火栓での放水などを、消防機関に頼らず自主防災組織や自衛消防組織等の民間人が行う

### 補給
- 食料・水・空気・被服・医薬品・衛生材料・修理材料などの消耗品の備蓄や空気浄化装置・通信装置・自家発電・簡易便所・消火設備などの設置
- 家庭用と公共用のものに大別され、家庭用のものは事前からの備蓄であり、公共用のものは配給で配分されることとなる

### 衛生
- 検査・CBR処理・患者救出
- CBR処理とは消毒・除毒、防疫、汚染除去を指す。
- 患者救出では救護所が設置され、民防組織及び防災組織が現場から負傷者を救出し、止血や添え木等の簡単な応急処置を施しつつ医師のもとへ搬送する。医師は搬送されてきた負傷者に対してトリアージを行う。

### 交通
- 疎開のための輸送、交通の統制
- 特に全面戦争などにおいては短時間のうちに大規模な輸送を行う必要性があるため、組織的な交通統制と疎開先の受け入れ準備が不可欠となる。
- 疎開は理論上最も費用の安い手段である反面、実際には物理的可能性に限界があり、パニックや士気などの心理的要素と関連し、公共の秩序維持上の問題がある。
- 日本では、有事の際の緊急輸送を確保するため、国内海運業者をカボタージュ制度で統制している。

### 防諜
- 敵側陣営が放つデマやプロパガンダに惑わされないための情報リテラシーの素養の育成

### 応急復旧
- 遺体処理や交通復旧など
- 遺体処理の実施は、公衆衛生を維持し、また国民の心理的な被害を低減するために必要であり、当局には死者の尊厳を卑しめることのないよう配慮する責任がある。
- 戦争・災害などで寸断された交通網はあらゆる活動の物理的な制約となるため、事後に速やかに交通を復旧しなければならない。

## 民防組織
民間防衛は民間人による防衛の一手段であるが、個人の能力ではその活動に限界があるため、民間防衛組織（民防組織）を国民的に組織化する。個人、家族、職業集団などを構成単位としてその指揮系統が整備され、その上層部は市町村、地方、州、最終的には政府に繋がっていなければならない。民防組織は、その最高意思決定がアメリカ合衆国や旧ソ連などのように国防省によって行われている形態と、カナダやスイスのように一般的な行政省によって行われている形態がある。民防組織は、その組織体制においては計画指導機関、幹部教育機関、訓練機関、実働部隊が組織・編成されている。

## 日本における民間防衛
第二次世界大戦前の民間防衛体制としては、空襲に備えた防空法（昭和12年法律第47号）に基づく空襲警報などの諸施策などがあった。民間防衛組織としては、警防団などが存在した。日本本土空襲が現実化すると、大規模な疎開が行われた。沖縄戦やソ連対日参戦による諸戦闘では民間人の事前疎開などが十分に実施できず、地上戦闘に巻き込まれる例が多く発生した。
戦後の日本においては国民保護の名で呼ばれる。2004年、有事法制の第二段として、武力攻撃事態等における国民の保護のための措置に関する法律（国民保護法）をはじめとする関連法が成立し、さらに同日ジュネーヴ諸条約の追加議定書も採択を認可する決議がなされたことで、武力攻撃事態において自衛隊は在日米軍とともに侵略軍からの防除に努め、内閣総理大臣の総合調整権の下、地方自治体を中核とする警察・消防による国民の保護実務のあり方などが定められ、屋内退避等の手順を定めた国民保護計画が立案された。
国民保護法では国民の協力を求め消防団や水防団、防災協会や防犯協会、町内会や自治会をはじめとした自主防災組織（自主防犯組織）の活動を想定している。近年はこれらの組織を改編すべきだという意見も一部あるが、憲法や各種法令に触れる可能性もあり（日本国憲法第9条に基づき戦争を放棄しているので、戦争することを前提とした法規の制定は違憲立法であるとの解釈）、国民的同意も乏しいため実現の目処は立っていない。現行の国民保護法では、自主防災組織やボランティア団体の活動を想定しているが、これを民間防衛組織とみなすことはないと規定し、新たに民間防衛組織を創設しないことも規定している。
資源や食料を輸入に頼る日本にとって、国民の食生活の安定は民間防衛上、重要な課題である。農林水産省では、食糧法、国民生活安定緊急措置法、物価統制令を法的根拠とする「食料・農業・農村基本計画」(平成12年3月閣議決定)に基づくマニュアルを整備しており、有事・重要影響事態によって海外からの食料が輸入できなくなった場合、国として配給制度を実施したり、原野や休耕地等での耕作による食料の確保を行い、国民を保護する計画である。また、国土交通省では、日本有事や大規模災害における資源等の輸送が、公共の秩序維持のために必要と認められる場合、カボタージュの下にある日本国籍の船舶について、海上運送法第26条を法的根拠とする航海命令を強制することができる（ただし、外国に国籍のある便宜置換船については航海命令に従う義務はない）。

## 各国・地域の民間防衛

### スイス
重武装中立政策をとるスイスでは1969年（チェコ事件の翌年）、当時の東西冷戦に伴う緊張の高まりを受け、スイス政府がタイトルそのままの冊子『民間防衛』を各家庭に260万部発行・無償で配布した歴史がある。この冊子の存在は、スイスの国防意識の高さを如実に表すエピソードの一つとして、日本などで有名である。発行元はスイス国民保護庁。
冊子は320ページと非常に重厚な内容であり、主として戦争の危機に際して必要な準備や心構えなどについて詳しく解説されている（一方で地震・噴火・風水害といった自然災害への備えに関する記述は皆無である）。食料品や燃料の配給統制の説明や食料の備蓄呼び掛けに始まり、民間の自衛・防災組織の構築、核兵器や化学兵器の使用を含めた敵国の攻撃によって想定される被害への対策や実際に攻撃された際の行動、敵国のプロパガンダやスパイに対する対応、万が一敵国に占領された場合のレジスタンス活動の心得まで、様々な危機とそれらへの対処が詳しく解説されている。
日本でもこの冊子は何度か邦訳されている。スイス本国で配布された直後の1970年（その後1983年に一度絶版になる）、阪神・淡路大震災後の1995年、そして極東における有事問題への関心が高まり出した2003年には新装版が、それぞれ原書房から発売され、2019年現在、日本国内で累計15万部が発行されている。
日本の福井県安全環境部危機対策・防災課が平成16年（2004年）に纏めたレポートは、スイスの現況を次のように伝えている。
民間防衛の冊子について
現在日本国内で市販されているスイス政府版『民間防衛』は、1980年代までの冷戦に基づいた本であり、現在では使われることは全くない。スイスにとっては過去のものであり改訂する予定はない。しかし、もし日本で役に立つのであれば良いことだと思う、とスイス側からのコメントが紹介されている。
避難マニュアルについて
マニュアルはない。事前に国民へ配布もしないし、その必要もない。有事の際にはサイレンで警報を流すが、その内容やその他の事柄は電話帳の巻末に記載されている。国民はそれらに沿って行動し、追加事項は州や連邦から直ちに伝達される事になっている、とスイス側からのコメントが紹介されている。
民間防衛体制の変遷について
民間防衛に関しては、冷戦の際は地理的条件から核戦争に巻き込まれる危険もあり、核シェルター等を法制化し整備していた。現在においては、ヨーロッパにおける現在の環境を考慮すると比較的戦争の可能性がない。したがって、災害の防止などが主眼におかれている。
現在のスイス国内でこのマニュアルの存在を知る人は少ない。2018年1月12日の読売新聞の報道で、スイス連邦工科大学の研究者は、「マニュアルのことを日本人に質問されて初めて知った」「スイス人がこのマニュアルを熟知しているというのは誤解だ」「欧州の人が『日本に今も侍がいる』と思い込むようなものだ」と述べている。またスイス国防・民間防衛・スポーツ省のロレンツ・フリシュクネヒト報道官は「このマニュアルは69年に配布したきり、改定をされたこともない。無効なものだと考えている」と述べた。国道を有事に滑走路へ活用する計画も訓練も既に廃止されている。スイスの危機管理対策は自然災害に重きをおいており、それでもその名を受け継ぐ同省のフリシュクネヒトは、「民間防衛はなくなったのではなく、大きく変わった」と語っている。
ハンドブックが配布された1969年はちょうど米ソデタントを迎えた時期でもあり、原子爆弾への備えを説く内容は当時の社会では「軍事的な稚拙さ」として笑いものになったという。平和主義者や左翼活動家、労働組合、反核運動、知識人などを国家の「内敵」とみなす内容の本を政府が作成したことに対して抗議デモが起こり、またスイス作家協会のマックス・フリッシュ、フリードリヒ・デュレンマット、ペーター・ビクセルがフランス語版への翻訳を行った同会会長モーリツ・ツェルマッテンに対する抗議として辞任した。

### イスラエル
周囲を敵対国に囲まれているイスラエルでは『イスラエルの民間人に対する脅威とイスラエルの民間防衛措置』と題して敵国のミサイル攻撃に備えて伏せたり、遮蔽物に隠れて身を守る訓練を行って非常時に慌てないような防衛措置を普段からイスラエル軍と共に国民がしている。テルアビブの高速道路の運転手らは2014年7月9日や7月20日に即座のミサイル攻撃から避難するために警報システムのサイレンアラート時には車から降りて車を盾にするように子供を自身の下にして守るように身を低くしている。同日にイスラエルの道路で民間人に軍の指示に従って敵のミサイル攻撃に備えて身を低くする指導が行われている。他にもイスラエルではミサイル防衛システム「アイアンドーム」による迎撃ミサイルでの敵ミサイル撃墜の結果として生じる破片は、落下して依然として大きな被害をもたらす可能性があるので、死傷者の負担を最小限にするのに不可欠だとして定期的な民間人の公共安全のための民間防衛の指導・国内インフラの強化の公共工事の二つを防衛政策として重視している。さらに地下の密入国トンネルによる越境してきた敵への突発的な攻撃への対策について教えられている。

### リトアニア
ウクライナ問題をうけて2015年にリトアニアは潜在的な敵への直接の武力闘争だけでなく、他の抵抗方法も選択できるように民間防衛に関するパンフレットを発行した。

### イギリス
第2次世界大戦では戦略爆撃などで民間人の被害も大きくなり、各国とも民間人を動員して救護活動を行うことが一般化した。核兵器の出現によって、使用された場合の被害が甚大となることが予想されるため、主要諸国では民間防衛に対する法令を制定し、平時から民間防衛のための対策を準備している。英国政府は第2次世界大戦終結後に従来の民間防衛体制に新形態の空襲対策を盛り込むための調査研究期間の確保のため現行だった民間防衛法の停止法を成立させて一時的に停止させた。1954年の新法には1945年の法律への補足として軍隊の構成員が民間防衛で指導をすることが義務付けられた。1986年には平時市民保護法が制定され、民間防衛に交付金で地方自治体は外国勢力の攻撃以外の緊急事態・災害などでも被害防止・救済のために自治体の資源を動員できるようになった。2004年にテロ・ミサイル攻撃・自然災害・伝染病など多様な緊急事態に対する包括的な民間防衛の枠組構築を目的とした民間緊急事態法が制定されている。

### シリア
2011年以降に生じたシリア内戦において、ホワイト・ヘルメット（ホワイトヘルメッツとも）と呼ばれる民間防衛組織が2014年に設立された。

## 関連文献
- 『防衛学概論』服部実著（原書房、1980年）
- 『民間防衛』スイス政府著/原書房 ; ISBN 4562036672
- 『スイスと日本 国を守るということ「永世中立」を支える「民間防衛」の知恵に学ぶ』松村劭著/祥伝社 ; ISBN 4396681062